# Кубок світу з біатлону 2023—2024
Кубок світу з біатлону в сезоні 2023—2024 пройшов з 25 листопада 2023 року по 17 березня 2024 року і складався з 9 етапів та чемпіонату світу 2024 року, що відбувся в чеському Нове Место-на-Мораві. Усього проведено 70 перегонів різного формату.
Як і минулого сезону, до загального заліку Кубка світу більше не включатимуться перегони чемпіонату світу.
Вперше, починаючи з сезону 2018—2019, перегони Кубка світу відбудуться в Північній Америці.
Чинними чемпіонами попереднього сезону є: Йоганнес Бо з Норвегії в чоловіків, та Жулья Сімон з Франції — у жінок.

## Національні квоти країн
Кількість біатлоністів, що беруть участь в Кубку світу від окремої національної збірної, визначається відповідно до місця команди в Кубку націй у попередньому сезоні. Відповідно до результатів попереднього сезону національні команди будуть представлені наступною кількістю спортсменів:
| Місце в Кубку націй | Реєстрація/Старт | Чоловіки                                                                                 | Жінки                                                           |
| ------------------- | ---------------- | ---------------------------------------------------------------------------------------- | --------------------------------------------------------------- |
| 1 — 5               | 8/6              | Норвегія, Франція, Німеччина, Швеція, Швейцарія↑                                         | Франція, Швеція, Норвегія, Німеччина, Італія↑                   |
| 6 — 10              | 7/5              | Чехія, Австрія, Італія↓, Україна, Фінляндія                                              | Швейцарія, Австрія, Чехія↓, Фінляндія, Україна                  |
| 11 — 17             | 6/4              | Словенія↓, США, Румунія↑, Литва, Канада, Естонія, Польща↑                                | Естонія, Польща, США↓, Канада, Словаччина, Словенія↑, Болгарія↑ |
| 18 — 23             | 5/3              | Латвія, Казахстан, Бельгія, Болгарія↓, Молдова↑, Японія↓                                 | Японія↓, Румунія, Латвія, Молдова, Литва↑↑, Південна Корея↑     |
| 24 — 25             | 4/2              | Словаччина↓, Південна Корея↑                                                             | Бельгія, Казахстан↓↓                                            |
| Wildcard (всього 8) | 1/1              | КНР↓, Австралія, Велика Британія, Гренландія, Греція, Данія, Іспанія, Монголія, Хорватія | КНР↓↓, Австралія, Гренландія, Греція, Хорватія                  |

На додаток до квот для національних федерацій, які займають місця з 1-го по 25-е, 8-ми національним збірним, у яких немає квот для участі в Кубку світу, видаються wildcard, які надають квоту на старт одного спортсмена в Кубку світу. На одну збірну на кожну стать видається максимум по дві wildcard. Wildcard діють протягом одного триместру (як правило, це етапи 1-3 КС, 4-6 КС та 7-9 КС).
Через вторгнення росії в Україну, росія та білорусь були відсторонені від участі в кубку світу і, таким чином, втратили свої стартові квоти.

## Календар
| Етап                                                        | Місце                                                       | Дата                                                        | Індивідуальні | Спринт | Персьют | Масстарт | Естафети | Змішані | Одиночні змішані |
| ----------------------------------------------------------- | ----------------------------------------------------------- | ----------------------------------------------------------- | ------------- | ------ | ------- | -------- | -------- | ------- | ---------------- |
| 1                                                           | Естерсунд                                                   | 25 листопада—3 грудня                                       | ●             | ●      | ●       |          | ●        | ●       | ●                |
| 2                                                           | Гохфільцен                                                  | 8—10 грудня                                                 |               | ●      | ●       |          | ●        |         |                  |
| 3                                                           | Ленцергайде                                                 | 14—17 грудня                                                |               | ●      | ●       | ●        |          |         |                  |
| 4                                                           | Обергоф                                                     | 4—7 січня                                                   |               | ●      | ●       |          | ●        |         |                  |
| 5                                                           | Рупольдінг                                                  | 10—14 січня                                                 |               | ●      | ●       |          | ●        |         |                  |
| 6                                                           | Разун-Антерсельва                                           | 18—21 січня                                                 | ●             |        |         | ●        |          | ●       | ●                |
| ЧС                                                          | Нове Место-на-Мораві                                        | 7—18 лютого                                                 | ●             | ●      | ●       | ●        | ●        | ●       | ●                |
| 7                                                           | Осло Гольменколлен                                          | 29 лютого—3 березня                                         | ●             |        |         | ●        |          | ●       | ●                |
| 8                                                           | Soldier Hollow, Юта                                         | 8—10 березня                                                |               | ●      | ●       |          | ●        |         |                  |
| 9                                                           | Кенмор                                                      | 14—17 березня                                               |               | ●      | ●       | ●        |          |         |                  |
| Усього: 70 перегонів (31 чоловічих, 31 жіночих, 8 змішаних) | Усього: 70 перегонів (31 чоловічих, 31 жіночих, 8 змішаних) | Усього: 70 перегонів (31 чоловічих, 31 жіночих, 8 змішаних) | 4             | 8      | 8       | 5        | 6        | 4       | 4                |

## Медальний залік
| Місце  | Країна    | Золото | Срібло | Бронза | Загалом |
| ------ | --------- | ------ | ------ | ------ | ------- |
| 1      | Норвегія  | 28     | 22     | 21     | 71      |
| 2      | Франція   | 16     | 10     | 13     | 39      |
| 3      | Німеччина | 5      | 10     | 9      | 24      |
| 4      | Італія    | 4      | 5      | 5      | 14      |
| 5      | Швеція    | 3      | 10     | 6      | 19      |
| 6      | Швейцарія | 2      | 1      | 2      | 5       |
| 7      | Австрія   | 0      | 0      | 1      | 1       |
| 7      | Фінляндія | 0      | 0      | 1      | 1       |
| Усього | Усього    | 58     | 58     | 58     | 174     |

## Кубок націй
| Місце | Країна    | Очки |
| ----- | --------- | ---- |
| 1     | Норвегія  | 9375 |
| 2     | Німеччина | 8309 |
| 3     | Франція   | 8131 |
| 4     | Швеція    | 7593 |
| 5     | Італія    | 7546 |
| 6     | Швейцарія | 6388 |
| 7     | Австрія   | 6348 |
| 8     | Чехія     | 6055 |
| 9     | Словенія  | 6004 |
| 10    | Фінляндія | 5770 |
| 11    | Україна   | 5573 |

| Місце | Країна    | Очки |
| ----- | --------- | ---- |
| 1     | Франція   | 8719 |
| 2     | Норвегія  | 8376 |
| 3     | Швеція    | 8295 |
| 4     | Німеччина | 8058 |
| 5     | Італія    | 7380 |
| 6     | Швейцарія | 6852 |
| 7     | Чехія     | 6726 |
| 8     | Австрія   | 6651 |
| 9     | Україна   | 6232 |
| 10    | Польща    | 5642 |

## Досягнення
Кількість перемог (в дужках за всю кар'єру)
| Чоловіки - Йоганнес Бо (NOR) — 8 (76) - Стурла Гольм Легрейд (NOR) — 2 (12) - Бенедикт Долль (GER) — 2 (6) - Ветле Шостад Крістіансен (NOR) — 2 (6) - Тар'єй Бо (NOR) — 1 (13) - Себастьян Самуельссон (SWE) — 1 (4) - Йоганнес Дале (NOR) — 1 (3) - Роман Рес (GER) — 1 (1) - Філіпп Наврат (GER) — 1 (1) - Ендре Стремсгейм (NOR) — 1 (1) - Ерік Перро (FRA) — 1 (1) | Жінки - Жустін Брезаз-Буше (FRA) — 5 (9) - Ліза Віттоцці (ITA) — 4 (7) - Лу Жанмоно (FRA) — 4 (4) - Інгрід-Ланнмарк Тандреволл (NOR) — 3 (4) - Жулья Сімон (FRA) — 2 (9) - Лена Гекі (SUI) — 2 (2) - Ельвіра Еберг (SWE) — 1 (8) |